# Marie Tussaud
Pour les articles homonymes, voir Tussaud.
Marie Tussaud, née Marie Grosholtz le 1er décembre 1761 à Strasbourg et morte le 16 avril 1850 à Londres à l'âge de 88 ans, est une sculptrice française et la créatrice du musée de cire Madame Tussauds qu'elle ouvrit à Londres à l'âge de 74 ans.
Madame Tussaud vécut chez un médecin-sculpteur suisse qui lui apprit l'art de modeler la cire. Douée et passionnée, elle réalisa très tôt des effigies de personnalités de l'époque, comme Voltaire, Benjamin Franklin ou Jean-Jacques Rousseau et vécut à la cour du roi à Versailles. La Révolution lui permit d'élargir ses talents avec la création de masques mortuaires de célébrités exécutées. Lorsqu'elle s'exila en Grande-Bretagne, les effigies de Louis XVI et de Marie-Antoinette furent prisées par le public anglais.

## Biographie
Marie Grosholtz (parfois écrit Grossholtz ou Großholtz) est née à Strasbourg en 1761 d'un père soldat, Joseph Grosholtz, originaire de Francfort, tombé durant la guerre de Sept Ans, deux mois avant la naissance de Marie. Sa mère Anne Marie Walder doit abandonner la demeure familiale pour devenir femme de ménage à Berne chez le docteur Philippe Curtius (1741-1794). Ce dernier est un physicien, médecin et aussi un sculpteur sur cire, technique qu'il utilise principalement pour illustrer l'anatomie. Il se lance plus tard dans les portraits. L'absence de son père et sa présence dans la maison du docteur Curtius font que Marie le considère comme « son oncle ».
En 1765, Philippe Curtius déménage à Paris pour y monter un cabinet de portraits en cire et laisse Marie et sa mère à Berne. Il réalise un portrait de Madame du Barry, la maîtresse de Louis XV. Ce portrait est le plus vieux modèle encore exposé.
En 1767, Philippe Curtius fait venir Marie et sa mère à Paris. En 1770, il expose pour la première fois ses réalisations en cire et l'exposition attire une importante foule. L'exposition est déplacée dans le Palais-Royal en 1776. Philippe Curtius enseigne à Marie l'art du modelage en cire, la fait travailler pour lui. Elle fait preuve d'un talent certain. Sa première réalisation est le visage de François Marie Arouet (dit Voltaire), en 1777. Elle réalisera aussi celui de Jean-Jacques Rousseau, en 1778 et à la même époque le portrait de Benjamin Franklin.
En 1782, Philippe Curtius expose des bustes de personnalités Boulevard du Temple. L'exposition comprend une Caverne des Grands Voleurs, qui présente des sculptures de criminels dont Philippe Curtius a récupéré les corps après leur exécution afin de réaliser leur portrait. Marie Tussaud utilise plus tard cette idée pour créer sa Chambre des horreurs.
Peu après, Paris est pris dans les tumultes de la Révolution française. Marie y participe à sa manière. Elle réalise à cette époque une grande partie de ses plus célèbres portraits dont Napoléon et Robespierre. Selon ses Mémoires enjolivées, elle est en très bons termes avec la royauté et en particulier de 1780 à 1788, elle aurait enseigné les arts à la sœur de Louis XVI. Toujours selon elle, sa présence est si appréciée qu'elle aurait vécu huit ans à Versailles.

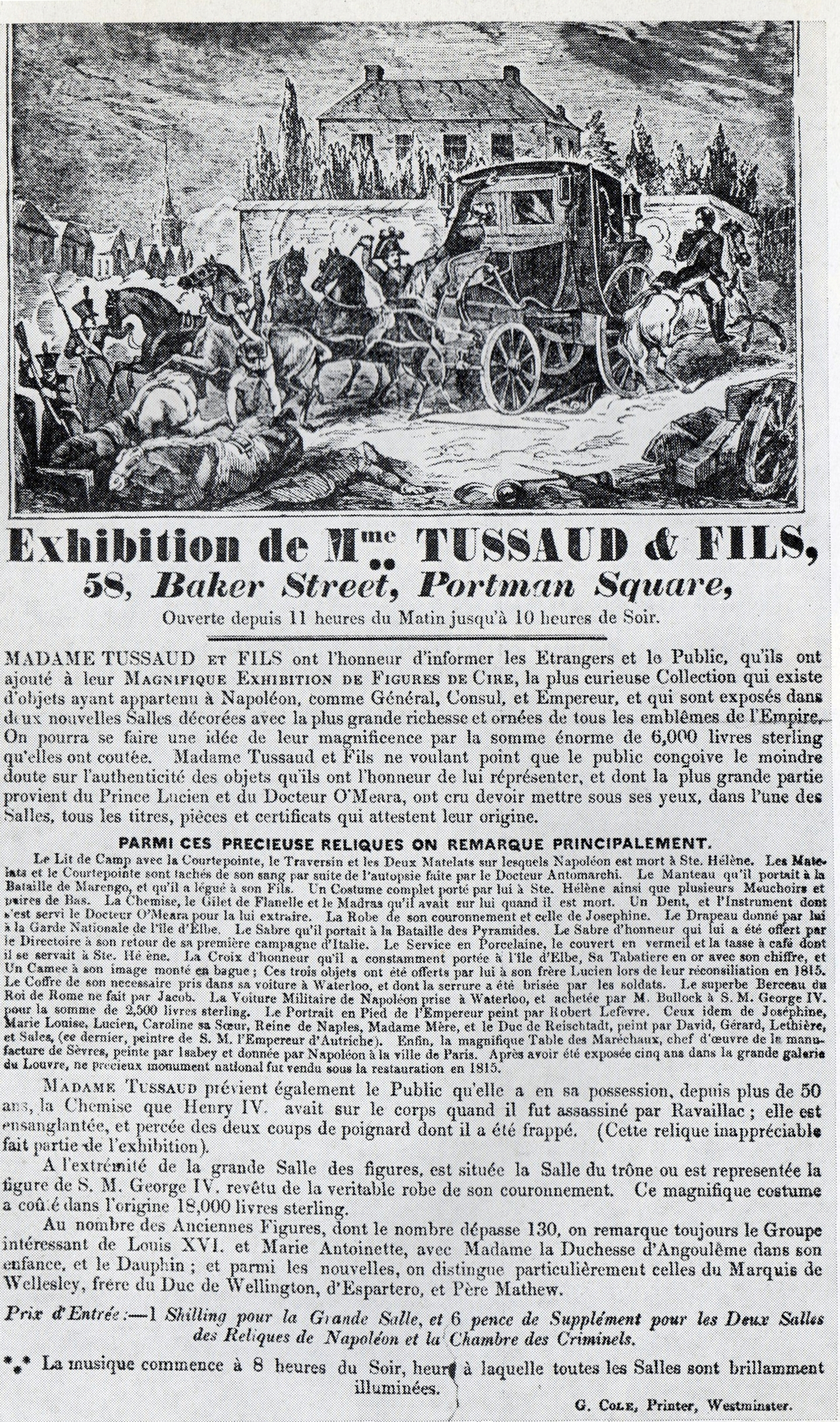
Affiche pour l'exposition de Figures de Cire à Londres en 1835.

Le 12 juillet 1789, les têtes de Necker et de Louis-Philippe II, duc d'Orléans réalisées par Curtius sont portées au-devant d'une procession révolutionnaire deux jours avant la Révolution.
Marie Tussaud raconte dans ses mémoires romancées avoir été arrêtée par les révolutionnaires, dénoncée par un concurrent, Jacques Dutruy, grimacier et aide-exécuteur du bourreau Sanson. Elle prétend avoir attendu de passer à la guillotine dans la même cellule de prison que Joséphine de Beauharnais. Alors que sa tête est déjà rasée pour son exécution, elle aurait été libérée, grâce à l'intervention du peintre David, en raison de ses talents en sculpture (en cire essentiellement) puis employée pour réaliser des masques mortuaires pour les victimes de la guillotine, certains étant de ses amis. Elle réalise notamment les masques de Marie-Antoinette, et de Marat.
En 1794, à son décès, Philippe Curtius lègue sa collection d'œuvres en cire à Marie. Elle se marie l'année suivante, le 28 octobre 1795 à Paris, avec un ingénieur civil originaire de Mâcon, François Tussaud, et donnera naissance à trois enfants : une fille mort-née, et deux garçons, Joseph (1798-), puis François.
En 1802, à la suite de la paix d'Amiens mettant fin à la Deuxième Coalition, Marie est invitée à Londres par le magicien de salon Paul Philidor, initiateur des spectacles de fantasmagorie avec des lanternes magiques et qui lui fait signer un contrat d'association. Elle quitte alors son mari, et se rend dans la capitale britannique avec son fils aîné Joseph, âgé de 4 ans, pour présenter sa collection de portraits à travers la Grande-Bretagne et l'Irlande mais vit difficilement, la moitié de ses bénéfices étant engrangés par Paul Philidor. Durant son périple, la Troisième Coalition l'empêche de retourner en France, si bien qu'elle continue seule son spectacle de musée de cire itinérant dans toutes les îles Britanniques. Ses œuvres sur le thème de la Révolution française et le Règne de la terreur sont exposées dans des salles accessibles au public dans les villes qu'elle traverse. Elle accompagne ses expositions de catalogues d'informations sur les personnes représentées, réalise des supports de publicité comme des tracts et des annonces dans les journaux locaux.
Ses expositions attirent de nombreux visiteurs, ce qui permet à Marie Tussaud d'envoyer de l'argent en France à son mari et son fils. Malheureusement son mari est très dépensier et est contraint de vendre une partie de la collection des sculptures de cires restées à Paris.
En octobre 1822, le second fils de Marie Tussaud, François, rejoint sa mère alors que cette dernière et son fils aîné pensent qu'il s'est noyé lors d'une tentative de traversée de la Manche cinq ans auparavant. François Tussaud est menuisier et s'occupe désormais de réaliser les bras et les jambes de bois des personnages de sa mère. 
En 1835, Marie Tussaud, âgée alors de 74 ans et fatiguée de sa vie itinérante, installe sa première exposition permanente dans une salle louée dans Baker Street, nommée Baker Street Bazaar, musée de cire qui deviendra le Madame Tussauds. L'une des principales attractions est la Chambre des horreurs, qui présente en deux parties les victimes de la Révolution française et les meurtriers. En 1838, elle réalise le portrait de la reine Victoria, à l'occasion de son couronnement, ce qui fait du musée le lieu à la mode. 
En 1838, soucieuse de sa respectabilité sociale, elle rédige ses mémoires fort romancés : elle donne à son père une origine distinguée alors qu'il est issu d'une lignée d'aide-exécuteurs et de bourreaux officiant à Strasbourg, profession entachée d'infamie et victime d'un ostracisme populaire. Elle réalise, en 1842, un autoportrait encore visible à l'entrée du musée qui conserve encore quelques sculptures réalisées par Marie elle-même.
En 1850, elle meurt dans sa demeure de Londres durant son sommeil à l'âge de 88 ans. Une plaque mortuaire en l'honneur de « Madame Marie Tussaud » est située sur le côté droit de la nef de l'église Saint Mary située Cadogan Street à Londres, et mentionne la date du 15 avril 1850 pour son décès.
Ses fils et petits-enfants reprennent l'affaire familiale. En 1884, Joseph Tussaud, son petit-fils, transfère la collection dans un nouveau lieu sur Marylebone Road mais un incendie en 1925 et des bombardements lors de la Seconde Guerre mondiale, détruisent en grande partie les œuvres originales de Marie Tussaud.
Le musée de cire de Madame Tussaud, peu à peu devenu un incontournable lieu touristique de Londres, a étendu ses activités avec la création de musées à Amsterdam, Hong Kong (Victoria Peak), Las Vegas, Copenhague et New York. Il existe 24 musées Tussaud dans le monde.
En 2016, la Chambre des horreurs du musée londonien est fermée en raison des plaintes des visiteurs. Elle rouvre au public en octobre 2022 . 
Le musée et le Groupe Tussaud sont devenus, le 6 mars 2007, la propriété de Merlin Entertainments.

## Publication
- (en) Madame Tussaud's Memoirs and Reminiscences of France, Marie Tussaud, F. Hervé, Londres, 1838.